# Scontri al confine armeno-azero nel 2012
Gli scontri al confine armeno-azero nel 2012 furono i gravi incidenti di frontiera avvenuti tra Armenia ed Azerbaigian nel corso del 2012, relativi al contenzioso sul Nagorno Karabakh. Per quanto non si siano verificati lungo la linea di contatto fra la repubblica de facto del Nagorno Karabakh e l'Azerbaigian, essi possono comunque essere considerati alla stregua di violazioni dell'accordo di cessate il fuoco (Accordo di Biškek del 1994) al termine della prima guerra del Nagorno Karabakh.

## Incidenti di aprile
La tensione tra Armenia ed Azerbaigian continua a salire nella primavera 2012. Ad aprile le dichiarazioni del presidente azero Ilham Aliyev all'Assemblea parlamentare Euronest in corso a Baku suscitano la reazione politica dell'Armenia che accusa gli azeri di aver utilizzato l'assise europea del partnerariato orientale come cassa di risonanza per la propria propaganda; di tale circostanza se ne duole il ministro degli esteri armeno Nalbandian a colloquio con i co-presidenti del Gruppo di Minsk dell'Osce in visita nella regione caucasica meridionale. Il 19 aprile si diffondono voci (non confermate dal Ministero della difesa dell'Armenia ma riportate invece da fonti azere) di una violazione del cessate il fuoco che avrebbe provocato una vittima fra le forze di difesa armene. Ma è a partire dal 25 aprile che la crisi tra i due Paesi si acuisce: gli armeni denunciano spari e colpi di artiglieria azeri contro una scuola ed un asilo del villaggio armeno di Dovegh (regione di Tavush) prossimo alla linea del confine. Non vengono registrati feriti ma solo danni materiali.
All'alba del 27 aprile, tre soldati armeni vengono colpiti a morte mentre a bordo di un veicolo stanno raggiungendo le postazioni dislocate lungo la linea di confine. Il fatto avviene presso il villaggio di Aygepar non lontano dall'area dei precedenti incidenti. Secondo una prima ricostruzione dei fatti i tre non sarebbero stati vittima di operazioni di cecchinaggio ma si sarebbero imbattuti in un drappello di incursori azeri che sarebbe penetrato nel territorio armeno con compiti di sabotaggio. La reazione del presidente armeno Sargsyan è durissima e preannuncia azioni di rappresaglia. Anche il Gruppo di Minsk rilascia un comunicato ufficiale nel quale si esprime profonda preoccupazione per la vicenda e, il 30 aprile, invia una delegazione per monitorare l'area.
L'agenzia azera APA dà notizia del fatto e del comunicato Osce senza ulteriori commenti, il giorno seguente si limita a riportare la notizia di violazioni armene del cessate il fuoco in vari punti della linea di contatto. Il 30 aprile, tre soldati armeni, catturati nel 2009, vengono consegnati dall'Azerbaigian ad un terzo paese.

## Incidenti di giugno
A giugno si verificano nuovi gravi incidenti nel medesimo punto di contatto. La tensione è altissima ed il rischio di una ripresa del conflitto tra armeni ed azeri molto concreto. Inoltre i fatti avvengono proprio mentre si trova in visita nel Cucaso meridionale il Segretario di Stato USA Hillary Clinton.
Gli scontri avvengono lungo le postazioni di difesa armene tra Berdavan e Chinari: il 4 giugno forze paramilitari azere attaccano una postazione armena e colpiscono a morte tre soldati ferendone altri sei. Il giorno seguente si registra, secondo la versione armena,  un nuovo tentativo di incursione di un drappello di soldati azeri in territorio nemico nei pressi dell'insediamento di Voskepar che si conclude con un bilancio di cinque caduti ed un ferito tra le file degli assalitori al termine di una vera e propria battaglia durata alcune ore anche intorno ai villaggi di Aygepar, Mevses e Nerkin. Secondo gli azeri invece gli scontri del 5 giugno sarebbero conseguenza di un tentativo di incursione armena. Il 6 giugno un nuovo attacco lungo il confine con il Nagorno Karabakh provoca la morte di un altro soldato armeno.
La Clinton condanna i fatti mentre le autorità dell'Armenia e del Nagorno Karabakh si rivolgono all'Osce e all'Onu. e il presidente azero riceve il Comandante in capo dell'esercito turco.

## Il caso Safarov
Tra fine agosto e settembre le relazioni tra Armenia ed Azerbaigian divengono, se possibile, ancora più critiche in conseguenza del caso di Ramil Safarov, l'ufficiale azero condannato all'ergastolo in Ungheria per aver ucciso nel sonno a colpi d'ascia un pari grado armeno (Gurgen Margaryan) che frequentava come lui un corso di inglese organizzato dalla Nato. L'estradizione in Azerbaigian e la successiva glorificazione con perdono presidenziale e promozione, hanno determinato vibranti proteste armene e una diffusa condanna da parte di molti stati. Il 25 settembre un altro soldato armeno viene colpito nella medesima regione di Tavush.